# Ivan Gudelj
Ivan Gudelj   (Imotski, 21 de setembre de 1960) és un exfutbolista croat de la dècada de 1980 i entrenador.
Passà la major part de la seva carrera al Hajduk Split. La seva carrera com a jugador es va estroncar sobtadament el 1986 per problemes de salut relacionats amb una hepatitis B. També fou internacional amb Iugoslàvia entre 1980 i 1986.
Trajectòria com a entrenador:
- 1993: NK Zadar
- 1994: Vorwärts Steyr
- 1994: HNK Dubrovnik
- 2005-2006: NK Hajduk Split
- 2006-2013: Croàcia U17
- 2013: Croàcia U19

## Palmarès
Hajduk Split
- Copa iugoslava de futbol: 1983–84